# Pleurothallis ruschii
Pleurothallis ruschii är en orkidéart som beskrevs av Frederico Carlos Hoehne. Pleurothallis ruschii ingår i släktet Pleurothallis och familjen orkidéer. Inga underarter finns listade i Catalogue of Life.